# Golfo de Mesenia
El golfo de Mesenia o de Mesene (en griego Μεσσηνιακός Κόλπος. Messiniakós Kólpos) es un golfo del mar Jónico, en la costa oriental del Peloponeso. El golfo comprende parte de la unidad periférica de Mesenia y la parte suroeste de Laconia. El monte Taigeto se alza en la parte oriental del golfo, rodeado por colinas; otras montañas cubren la parte occidental y las tierras agrícolas que son parte de la llanura de Pamiso, que rodea la parte septentrional del río Pamiso. 
Las carreteras que rodean el golfo son la carretera Kalamata-Areópoli (la antigua carretera de acceso a Kalamata, Esparta, Megalópolis y Patras), la interestatal GR-82, al norte, y la carretera Koroni-Mesene, al oeste. El puerto de Kalamata se encuentra al noreste, así como la ciudad de Kalamata. Fronteras del golfo constituyen la isla de Venetikó al oeste y el cabo de Ténaro al sureste.

## Ciudades del golfo
Las ciudades del golfo, desde el cabo Akritas hasta el cabo Ténaro, son las siguientes
- Corone, oeste;
- Nea Koroni, oeste;
- Longá, oeste;
- Kalamaki, oeste;
- Bouka, noroeste;
- Petalidi, noroeste;
- Mesene, noroeste;
- Kalamata, noreste;
- Abía, noreste;
- Kitriés, noreste;
- Kardamyli, este;
- Stoúpa, este;
- Agios Nikolaos, este;
- Langada, este;
- Selinitsa, este;
- Trókhylo, sureste;
- Areópoli, sureste;
- Tsópakas, sureste;
- Mézanos, sureste;
- Gerolimenas, sureste;
- Álika, sureste;
- Porto Kagio, sureste;